# Thoracibidion tomentosum
Thoracibidion tomentosum là một loài bọ cánh cứng trong họ Cerambycidae.